# Dang Thai Son

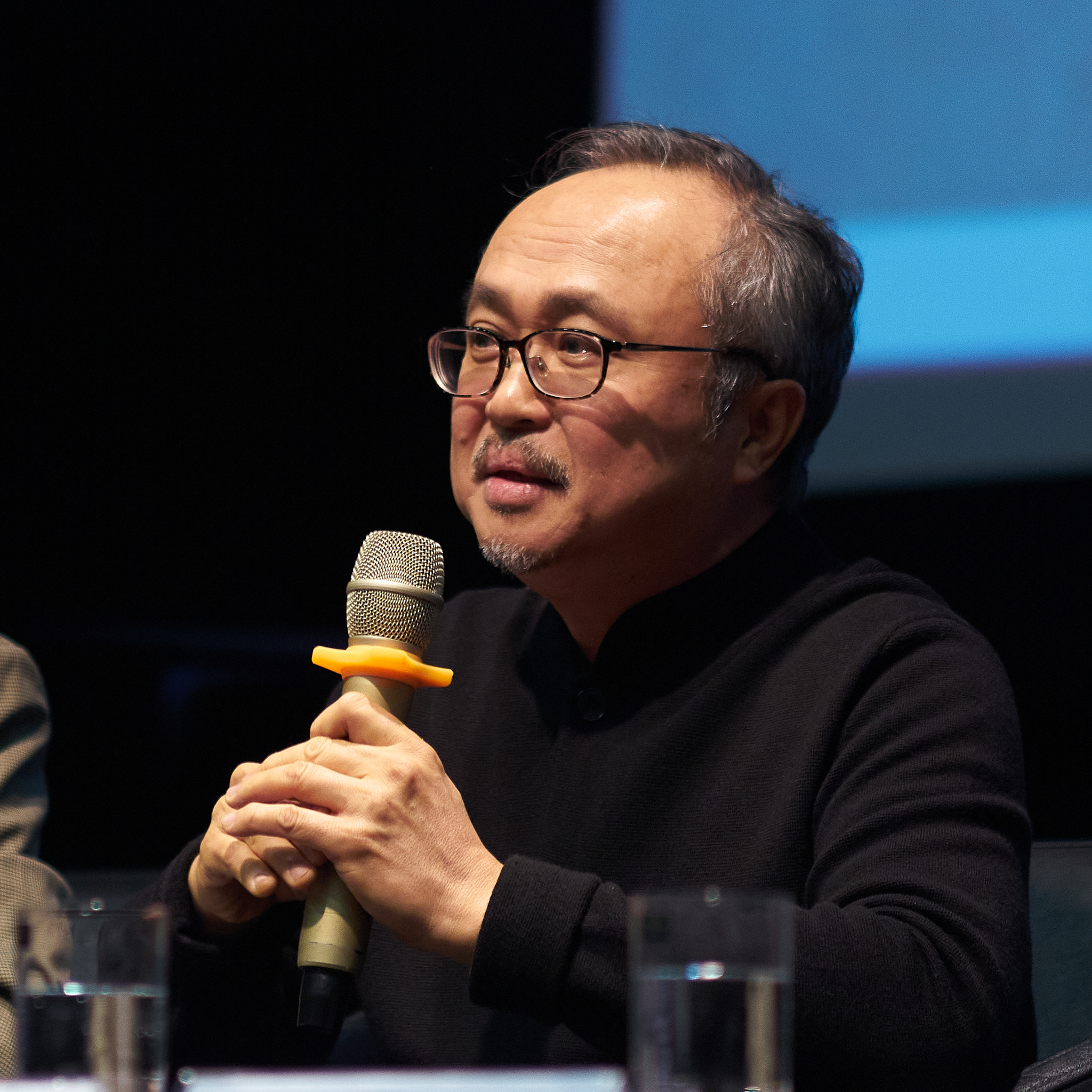
Đặng Thái Sơn (2021)

Đặng Thái Sơn (* 2. Juli 1958 in Hanoi, Vietnam) ist ein international tätiger Konzertpianist. Er erlangte Bekanntheit, als er im Oktober 1980 den Internationalen Chopin-Wettbewerb in Warschau gewann.

## Leben
Son entstammt einer Künstlerfamilie; sowohl sein Vater Dang Dinh Hung als auch seine Mutter Thai Thi Lien sind Musiker bzw. Pianisten. Er studierte zunächst bei seiner Mutter in Hanoi. Entdeckt wurde er 1974 von dem russischen Pianisten Isaac Katz, der ihn an das Moskauer Staatliche Moskauer P.-I.-Tschaikowski-Konservatorium brachte. Dort studierte er bei Vladimir Natanson und Dmitri Alexandrowitsch Baschkirow. Seit dem Gewinn des Chopin-Wettbewerbs gastierte er weltweit in nahezu allen angesehenen Konzertsälen mit den großen Orchestern. Er machte Aufnahmen mit Deutsche Grammophon, Melodia, Polskie Nagrania, Columbia Records Sony und anderen Labeln. Er ist bekannt in Japan und Nordamerika, aber auch in Europa.
Er hält seit 1987 eine Gastprofessur am Kunitachi Music College (Tokyo) und unterrichtet gegenwärtig auch an der Universität Montreal (Québec, Canada). Im Oktober 1999 gab er mit Murray Perahia und Vladimir Ashkenazy einen Meisterkurs in Berlin. „Sein Repertoire beinhaltet die meisten Klavierwerke von Chopin und viele Werke anderer Romantiker und Impressionisten sowie die Klavierkonzerte fast aller großer Komponisten (Beethoven, Chopin, Schumann, Grieg, Mozart, Rachmaninov etc.).“
Son besitzt seit 1995 zusätzlich zur vietnamesischen die kanadische Staatsbürgerschaft. Er lebt in Montreal. Im November 2017 gab es ein Konzert zu Ehren seiner 100-jährigen Mutter, die aus diesem Anlass die Mazurka in a-Moll (Op 67, No. 4) von Frederic Chopin präsentierte.
Seit Herbst 2018 ist Dang Teil der „Faculty“ am Oberlin College and Conservatory in Oberlin/Ohio. Nach vielen Jahren als Gastprofessor an verschiedenen Orten hat er dort eine volle Professur übernommen.